# Cheironitis asbenicus
Cheironitis asbenicus är en skalbaggsart som beskrevs av Gillet 1909. Cheironitis asbenicus ingår i släktet Cheironitis och familjen bladhorningar. Inga underarter finns listade i Catalogue of Life.